# Garlica Murowana
Garlica Murowana – wieś w Polsce położona w województwie małopolskim, w powiecie krakowskim, w gminie Zielonki.

## Położenie
Garlica Murowana położona jest nad potokiem Garliczka (Naramka), lewym dopływem Białuchy. Według regionalizacji fizycznogeograficznej obszar ten leży na południowo-wschodnim krańcu Wyżyny Olkuskiej (341.32) należącej do makroregionu Wyżyna Krakowsko-Częstochowska (341.3), w podprowincji Wyżyna Śląsko-Krakowska (341). Obszar wsi w całości położony jest ponadto na terenie Parku Krajobrazowego Dolinki Krakowskie.
Pod względem administracyjnym wieś zlokalizowana jest w województwie małopolskim, w powiecie krakowskim, w centralnej części gminy Zielonki, około 8,5 km w linii prostej na północ od centrum Krakowa. Graniczy z następującymi miejscowościami gminy:
- Garlicą Duchowną oraz Wolą Zachariaszowską od północy,
- Bibicami od wschodu,
- Zielonkami od południa i południowego zachodu,
- Trojanowicami od zachodu.

Biorąc pod uwagę powierzchnię wynoszącą 192,52 ha Garlica Murowana jest jedną z mniejszych miejscowości gminy Zielonki, zajmującą 3,96% jej obszaru.
Najwyżej położony obszar wsi znajduje się na jej północno-wschodnim krańcu (w pobliżu ul. Królewskiej) na wysokości około 303 m n.p.m., najniższy na krańcu południowo-zachodnim, w korycie Garliczki, na wysokości około 239 m n.p.m..
W latach 1975–1998 miejscowość administracyjnie należała do województwa krakowskiego.

## Kalendarium
- 1254–1263 – Norbertanki kupiły część Garlicy z folwarkiem za 30 grzywien. (Rajman, 1993);
- 1263 – Panny Zwierzynieckie (Norbertanki) oddały kapitule krakowskiej folwark Garlicy za 33 grzywny. Prawdopodobnie nie przynosił on dochodów. (Rajman, 1993);
- 1274 – kapituła krakowska udziela Zachariaszowi zezwolenia na lokację na prawie niemieckim nowej osady w części swej wsi zwanej Gardlic (Myczkowski, 1980);
- 1350–1351 – w dokumentach występuje Gardlicza Theutonicalis (Myczkowski,1980);
- 1357–1379 – współwłaścicielem wsi Gardlicza Piotr (Myczkowski, 1980);
- 1363 – właścicielem części Garlicy zwanej Garlicza Wyerzinkonis Wierzynek (Krzepela, l9l5);
- 1379–1398 – przy Garlicza Thomkonis występują Piotr, Miczko i Michał – Bracia (Krzepela, 1915);
- 1385–1388 – w dokumentach występuje Miczko lub Mikołaj z Garlicy i Bieganowa (Myczkowski, 1980);
- 1388–1400 – właścicielem Gardlicza Wyerzinkonis Mik (Miczko) i syn jego Janusz i Tomas (Krzepela, 1975);
- 1397–1400 – współwłaścicielem wsi Garlicza Jan (Janus, Hanus,Jaschco,Werzing, Hanus Werzingi lub Wierzynek), syn Miczka Werzing de Garlicz. (Myczkowski, 1980);
- 1399 – przy Gardliczu Wyerzinkonis wymieniany Tom Wierzynek h. Łagoda (Krzepela, 1915);
- 1400 – Jan ,Tomasz i Mik., synowie Mikołaja (Miczka) Wierzynka dokonują podziału dóbr. Garlicę w tym podziale (wraz z częścią Garlicy Duchownej) otrzymuje Jan. (Krzepela, 1915);
- 1413 – w dokumentach występuje Garlicza Maior (późniejsza Murowana). (Myczkowski, 1980);
- 1419 – przy Gardlicza Thomkonis wymieniany Jan r 1447 Helwig i Stan de Gardlicza. h. Prawdzic. (Krzepela, 1915);
- 1425–1447 – właścicielem Gardlicza Thomkonis Piotr, Miczko i Michał (druga generacja o tych samych imionach) (Krzepela, 1915);
- 1429 – Hanus Werzing de Garlicza ma sprawę z Bernardem z części wsi zwanej Gardlicza Petri (Myczkowski, 1980).

## Demografia
Liczba mieszkańców Garlicy Murowanej w okresie ostatnich dwudziestu lat zwiększyła się o około 25%, osiągając poziom 416 osób w roku 2024.
Źródła danych oraz rodzaje (nazwy) i terminy spisów, jeśli dostępne:
- 1789[11][b] – Lustracja dymów i podanie ludności;
- 1808[12] – Spis wojskowy ludności Galicji;
- 1921[13] – Pierwszy Powszechny Spis Ludności – dane na 30. września;
- 1931[13] – Drugi Powszechny Spis Ludności – dane na 9. grudnia;
- 1988[14] – Narodowy Spis Powszechny 1988 – dane na 6. grudnia;
- 2002[14] – Narodowy Spis Powszechny Ludności i Mieszkań 2002 – dane na 20. maja;
- 2003, 2004 i 2006[15] oraz 2009–2024[1] – dane własne Urzędu gminy Zielonki na 31. grudnia danego roku.

## Zabytki
Obiekt wpisany do rejestru zabytków nieruchomych województwa małopolskiego.
- Zespół dworski: dwór[c], lamus, spichlerz, brama wjazdowa, park.

Lamus w Garlicy powstał na początku XVII wieku. Pierwotnie był on budynkiem bramnym drewnianego dworu. Z czasem został przystosowany do pełnienia funkcji lamusa, a bramę zamurowano.

W XIX wieku wzniesiono obok klasycystyczny dwór, dziś już nieistniejący.

W dawnym budynku gospodarczym przebudowanym w latach 90. XX wieku znajduje się obecnie biuro gospodarstwa eksperymentalnego Akademii Rolniczej w Krakowie.
Lamus jest niewielkim, piętrowym budynkiem, na planie kwadratu. Zwieńczony jest dachem namiotowym, krytym dachówką. Na piętro prowadzą zewnętrzne, drewniane schody z galeryjką. Od tyłu lamusa wyraźnie widoczny jest duży, rustykowany portal. Jest on pozostałością po przejeździe. Okna posiadają bardzo skromne, kamienne obramienia renesansowe. Wewnątrz, na parterze i na piętrze, znajdują się dwa pomieszczenia. Dolne (dawna sień) posiada sklepienie kolebkowe, na piętrze strop jest płaski, drewniany.
Dawny dwór z XIX wieku został zniszczony w latach 70. i 80. XX wieku przez ówczesnego właściciela zespołu dworskiego Akademię Rolniczą w Krakowie.
Dwór w swej architekturze był bardzo podobny do dworu w Glanowie. Do dworu przylega, klasycystyczna brama wjazdowa z XVIII wieku.
- Krzyż przy drodze powiatowej (Kraków – Michałowice). Krzyż z namalowanym na blasze (prawdopodobnie wyklepanej z miedzi) wizerunkiem Chrystusa jest osłonięty drewnianym daszkiem. Według miejscowej legendy został postawiony na pamiątkę panującej niegdyś zarazy w miejscu grzebania jej ofiar. Z czasem posadzono tam cztery kasztanowce, dla ochrony miejsca pochówku.

20 września 2001, po renowacji w Muzeum Archidiecezjalnym w Krakowie, odbyła się uroczystość poświęcenia krzyża przez biskupa Kazimierza Nycza, z udziałem byłego wójta gminy Marka Nawary oraz wiernych.